# 大正村 (神奈川県)
大正村（たいしょうむら）は、1915年（大正4年）8月1日から1939年（昭和14年）4月1日まで存在した神奈川県鎌倉郡の村。

## 概要
神奈川県鎌倉郡西部の村。現在の神奈川県横浜市戸塚区の南部にあたる。

## 歴史

### 沿革
- 1915年（大正4年）8月1日 - 俣野村、富士見村の合併、長尾村大字小雀の編入により新設。元々この三村は、共同で三村組合役場を設けており、その役場は原宿に置かれていた（長尾村は、小雀が畑作地帯、それ以外が水田地帯などと、産業・地勢などの面で相違があったため分村となった）。
- 1939年（昭和14年）4月1日 - 横浜市に編入。同日大正村廃止。同日に設置された戸塚区の一部となる。その際、上俣野は俣野町、山谷と城廻は統合して影取町となる。

## 交通

### 道路
- 東海道（現国道1号）

## 現在の町名
いずれも大体の範囲。
- 住居表示実施地区 ： 汲沢、原宿
- 住居表示未実施地区 ： 原宿町、深谷町、汲沢町、俣野町、東俣野町、影取町、小雀町